# Éparchie de Sidon des Maronites
L'éparchie de Sidon des Maronites (en latin : Eparchia Sidoniensis Maronitarum) est une éparchie de l'Église maronite érigée le 11 février 1900. En 2010, elle comptait 150 000 baptisés. Son siège est actuellement vacant depuis la démission de Mgr Elias Nassar, il est dirigé par l'administrateur apostolique Mgr Maroun Ammar. 

## Territoire
L'éparchie a juridiction sur les fidèles maronites de la région de Sidon. Son siège est situé à Sidon, où se trouve la cathédrale Saint Elie. Elle est subdivisée en 108 paroisses.

## Histoire
L'histoire de l'éparchie de Sidon remonte aux origines de l'Église maronite. Elle était alors unie au siège de Tyr. Le synode du Mont-Liban de 1736 institue canoniquement l'éparchie de Tyr et Sidon. Les deux sièges furent séparés le 18 février 1900. 

## Liste des évêques
- Youssef Halib el-Akouri † (1626 - 29 novembre 1646 élu Patriarche d'Antioche)
- Jean† (mentionné le 12 juin 1673)
- Gabriel † (mentionné en 1733)
- Siège rattaché à celui de Tyr (1736-1900)
- Paul Basbous † (25 septembre 1900 - 1919 décédé)
- Augustin Bostani † (23 février 1919 - 30 octobre 1957 décédé)
- Antoine Pierre Khoraiche † (25 novembre 1957 - 15 février 1975 élu Patriarche d'Antioche)
- Ibrahim Hélou † (12 juillet 1975 - 3 février 1996 décédé)
- Tanios El Khoury (8 juin 1996 - 2005 retraite)
- Elias Nassar (28 décembre 2005[1] - 30 janvier 2017[2])